# Municipio Yunchará
Das Municipio Yunchará ist ein Verwaltungsbezirk im Departamento Tarija im südamerikanischen Anden-Staat Bolivien.

## Lage im Nahraum
Das Municipio Yunchará ist das westliche der beiden Municipios der Provinz José María Avilés. Es grenzt im Norden an die Provinz Eustaquio Méndez, im Westen an das Departamento Potosí, im Süden an die Republik Argentinien, im Südosten an die Provinz Aniceto Arce, im Osten an das Municipio Uriondo und im Nordosten an die Provinz Cercado.

## Geographie
Das Municipio Yunchará liegt im dünn besiedelten südöstlichen Teil der kargen Hochebene des bolivianischen Altiplano. Das Klima ist wegen der Binnen- und Höhenlage kühl und trocken und durch ein typisches Tageszeitenklima gekennzeichnet, bei dem die Temperaturschwankungen zwischen Tag und Nacht in der Regel deutlich größer sind als die jahreszeitlichen Schwankungen.
Die Jahresdurchschnittstemperatur liegt bei 11 °C und schwankt nur unwesentlich zwischen gut 6 °C im Juni/Juli und gut 14 °C von November bis März (siehe Klimadiagramm Yunchará). Der Jahresniederschlag beträgt nur knapp 400 mm, mit einer stark ausgeprägten Trockenzeit von April bis Oktober mit Monatsniederschlägen unter 15 mm und einer Feuchtezeit von Dezember bis Februar mit 80 bis 95 mm Monatsniederschlag.

## Bevölkerung
Die Einwohnerzahl des Municipios ist nach geringem Zuwachs zwischen 1992 und 2012 bis zum Jahr 2024 wieder um 15 % gesunken:
| Jahr | Einwohner | Quelle       |
| ---- | --------- | ------------ |
| 1992 | 5036      | Volkszählung |
| 2001 | 5173      | Volkszählung |
| 2012 | 5490      | Volkszählung |
| 2024 | 4763      | Volkszählung |

Die Bevölkerungsdichte des Municipios bei der letzten Volkszählung von 2012 betrug 2,6 Einwohner/km², die Lebenserwartung der Neugeborenen im Jahr 2001 lag bei 55,6 Jahren.
Der Alphabetisierungsgrad bei den über 19-Jährigen betrug 60 Prozent, und zwar 80 Prozent bei Männern und 44 Prozent bei Frauen (2001).

## Politik
Ergebnis der Regionalwahlen (concejales del municipio) vom 4. April 2010:
| Wahl- berechtigte |  | Wahl- beteiligung | gültige Stimmen |  | MAS-IPSP | CC     | BI-CO  |
| ----------------- |  | ----------------- | --------------- |  | -------- | ------ | ------ |
| 2.310             |  | 2.049             | 1.471           |  | 898      | 388    | 185    |
|                   |  | 88,7 %            | 71,8 %          |  | 61,0 %   | 26,4 % | 12,6 % |

Ergebnis der Regionalwahlen (elecciones de autoridades políticas) vom 7. März 2021:
| Wahl- berechtigte |  | Wahl- beteiligung | gültige Stimmen |  | MAS-IPSP | UNIDOS POR TARIJA | TPT    | COMUNIDAD POR TODOS | MTS    |
| ----------------- |  | ----------------- | --------------- |  | -------- | ----------------- | ------ | ------------------- | ------ |
| 2.743             |  | 2.288             | 2.033           |  | 1.250    | 578               | 88     | 83                  | 19     |
|                   |  | 83,41 %           | 88,85 %         |  | 61,49 %  | 28,43 %           | 4,33 % | 4,08 %              | 0,93 % |

## Gliederung
Das Municipio unterteilt sich in folgende zwölf Kantone (cantones):
- 06-0402-01 Kanton Yunchará – 19 Ortschaften – 681 Einwohner (2012)
- 06-0402-02 Kanton Arteza – 1 Ortschaft – 108 Einwohner
- 06-0402-03 Kanton Belén – 4 Ortschaften – 321 Einwohner
- 06-0402-04 Kanton Buena Vista – 5 Ortschaften – 69 Einwohner
- 06-0402-05 Kanton Copacabana – 8 Ortschaften – 498 Einwohner
- 06-0402-06 Kanton Churquis – 12 Ortschaften – 182 Einwohner
- 06-0402-07 Kanton Ñoquera – 5 Ortschaften – 389 Einwohner
- 06-0402-08 Kanton Palqui – 8 Ortschaften – 492 Einwohner
- 06-0402-09 Kanton Quebrada Honda – 12 Ortschaften – 663 Einwohner
- 06-0402-10 Kanton Santa Cruz de Azloca – 1 Ortschaft – 63 Einwohner
- 06-0402-11 Kanton San Pedro – 2 Ortschaften – 218 Einwohner
- 06-0402-12 Kanton Tojo – 5 Ortschaften – 327 Einwohner

## Ortschaften im Municipio Yunchará
- Kanton Yunchará
  - Yunchará 354 Einw.

- Kanton Arteza
  - Arteza 108 Einw.

- Kanton Belén
  - Belén 97 Einw.

- Kanton Buena Vista
  - Buena Vista 69 Einw.

- Kanton Copacabana
  - Pasajes 76 Einw. – Copacabana 49 Einw.

- Kanton Ñoquera
  - Kiska Cancha 127 Einw. – Ñoquera 102 Einw.

- Kanton Palqui
  - San Luis de Palqui 133 Einw.

- Kanton Quebrada Honda
  - Quebrada Honda 134 Einw. – Huayllajara 70 Einw. – Pulario 69 Einw.

- Kanton Santa Cruz de Azloca
  - Santa Cruz de Azloca 63 Einw.

- Kanton San Pedro
  - San Pedro 154 Einw.

- Kanton Tojo
  - Tojo 151 Einw.